# سعود جاسم
سعود جاسم، (23 أبريل 1955 - 24 مارس 2018) لاعب كرة قدم سعودي سابق. كانت مسيرته الرياضية ممتدة من 1970 إلى 1989، حيث كان يشغل مركز المهاجم بلعبه مع نادي القادسية السعودي. والمنتخب الوطني السعودي.

## كأس الخليج 1979
و قد سجل هدفين في مرمى منتخب عمان لكرة القدم، وقد سجل هدف في مرمى منتخب البحرين لكرة القدم.

## وفاته
توفى سعود جاسم إثر تعرضه لأزمة قلبيه، حيث صلوا عليه في جامع خادم الحرمين الشريفين باسكان الخبر، ودفن في مقبره الثقبة.